# Caraguatay (Paraguay)
Caraguatay es un distrito paraguayo del Departamento de Cordillera. Se ubica a 91 km de Asunción, conectada por la Ruta PY02. Es una de las localidades más antiguas del país. Posee una bella arquitectura colonial, con jardines y calles bien cuidadas.
El 24 de septiembre, aniversario de la fundación, que coincide con la fiesta patronal de la Virgen de las Mercedes, se realizan actos oficiales, litúrgicos, y estudiantiles, además, de un gran festival de música y baile social.

## Toponimia
Su nombre proviene de la planta bromeliácea Caraguatá y el vocablo guaraní "y", que significa agua.

## Historia
Fue fundada el 24 de septiembre de 1770, por los hermanos españoles Fermín José María y Deogracio Franco, durante el gobierno de Carlos Morphy, a orillas del río Yhaguy. Esta localidad fue llamada anteriormente como Puesto Mbocajaty, incluyendo las zonas de Iriarte, Ybyraity y Yeguarizo. 

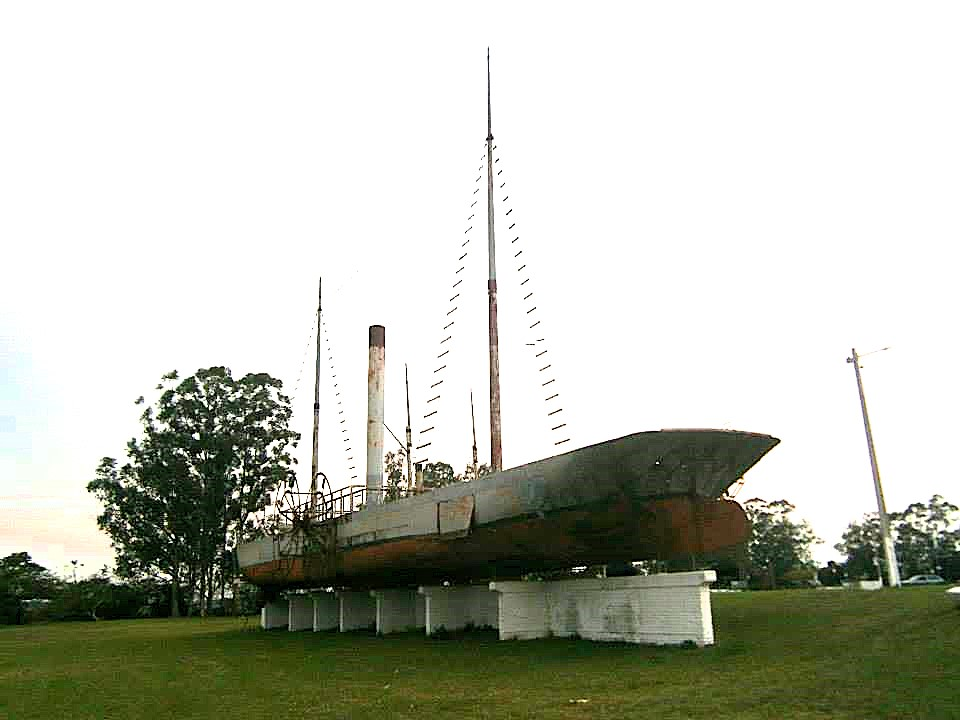
Parque Nacional Vapor Cué.

Cercana a la ciudad se encuentra el Parque Nacional Vapor Cué, donde se exponen seis buques de guerra que fueron incendiados y abandonados por orden del mariscal Francisco Solano López, durante la Campaña de las Cordilleras de la Guerra de la Triple Alianza, para que no fuesen capturados por el ejército del Brasil.

## Geografía
Caraguatay se halla a 91 km de Asunción, por la Ruta II. En el centro de Eusebio Ayala, a 65 km de Asunción, se toma un desvío hacia el norte que conduce a Caraguatay y otras ciudades aledañas. Al noreste limita con el distrito de Juan de Mena, al noroeste con el distrito de San José, al oeste con el distrito de Isla Pucú, al sureste con el distrito de Santa Elena y al suroeste con el distrito de Mbocajaty del Yhaguy.

## Clima

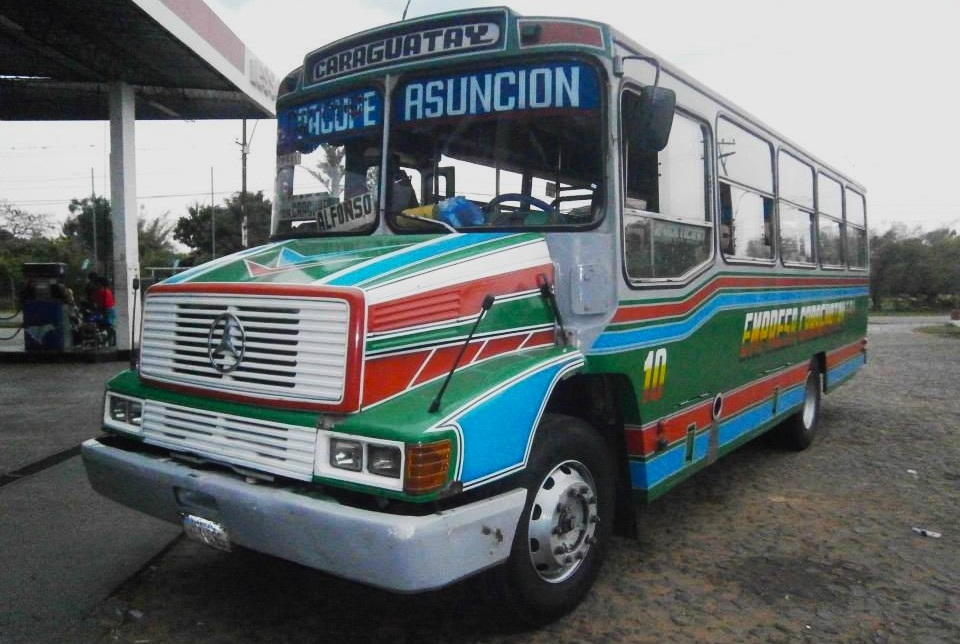
Colectivo de la empresa Caraguatay, a su paso por la ciudad homónima.

El clima en el departamento de la Cordillera es templado y seco. La temperatura media es de 22 °C, la máxima en verano 39 °C y la mínima en invierno, 3 °C.

## Demografía
Caraguatay cuenta con 10 143 habitantes en total, según datos oficiales del censo paraguayo de 2022.
La ciudad de Caraguatay, además del área urbana se halla conformada por las compañías rurales de Boquerón, Fulgencio Yegros, Costa Ybate, Teniente González, Capellanía, Takuary, Rolón, Valle'i, General Genes, Isla Pa'u, Vera Costa, Hugua Po'i, Hugua Guasu, María Auxiliadora, Inmaculada Concepción y Alfonso Loma.
Pobladores de Caraguatay han viajado al exterior a trabajar, y envían remesas a sus familias, las construcciones de las casas demuestran la inversión que las personas están realizando en su ciudad.

## Economía
Los pobladores se dedican a la agricultura y la ganadería; y en la ciudad ubicada a 91 km de la capital del país se encuentran desde mansiones al estilo “yankee” hasta negocios que según propietarios de estos y habitantes de la ciudad fueron construidas a partir de las remesas enviadas y traídas de los EE. UU. por las personas que habían emigrado. Muchos negocios que se encuentran en la ciudad son de personas que viajaron al país norteamericano. Encontramos desde negocios de ventas de electrodomésticos, casas comerciales, donde el mismo dueño tiene equipamientos para fiestas. La propietaria de radio Caraguatay la 90.3 FM, dijo que vivió mucho tiempo también en el país extranjero y que a partir de ahí pudo instalar un negocio en dicha ciudad. La famosa discoteca" Lucky Disco" 'Electrosoni Disco" y "Pallerium Disco" se encuentra ubicada en esta ciudad.

## Turismo

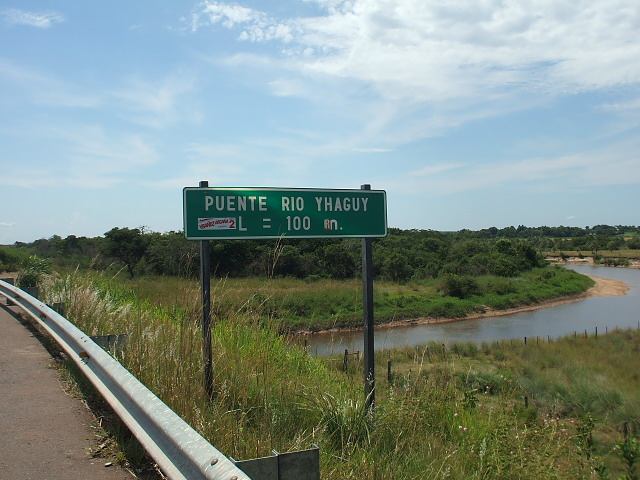
Puente sobre el río Yhaguy.

El 24 de septiembre, aniversario de la fundación, que coincide con la fiesta patronal de la Virgen de las Mercedes, se realizan actos oficiales, litúrgicos, y estudiantiles, además, de un gran festival de música y baile social. La casa de la familia Miranda fue donde se hospedaron el mariscal López y Madame Lynch antes de ir a San Estanislao.
El Parque Ykuá Ramírez, lugar en el que existe una naciente de agua, que además fue campamento de las tropas paraguayas en agosto de 1869, durante la Guerra de la Triple Alianza. El Parque Nacional Vapor Cue es un museo al aire libre, cerca del río Yhaguy, donde se encuentran restos de siete barcos de la armada paraguaya que participaron en la Guerra. Pueden observarse piezas metálicas y objetos de época, una bandera y fotografías.
Son fiestas en la ciudad, el 15 de mayo día de San Isidro Labrador[Patrono de la Compañía Capellanía] y el 24 de septiembre día de la Virgen de las Mercedes, patrona de la ciudad.

## Personalidades destacadas
- Anastacio Rolón: Creador del himno nacional en guaraní.
- Juan Antonio Escurra (1859 – 1919): Presidente de la Nación.
- Emiliano González Navero (1861 – 1940): Presidente de la Nación.
- José Félix Estigarribia (1888 - 1940): Presidente de la Nación y jefe militar en la Guerra del Chaco.
- José del Rosario Miranda (1832 - 1904): Vicepresidente de la República.
- Quemil Yambay (1938); Músico.
- Alejandro Ríos Herrera; Profesor, Diputado Nacional periodo 1988-1989(ANR), Presidente de la Comisión de Reestructuración de Vapor Cue.